# Oberseidewitz

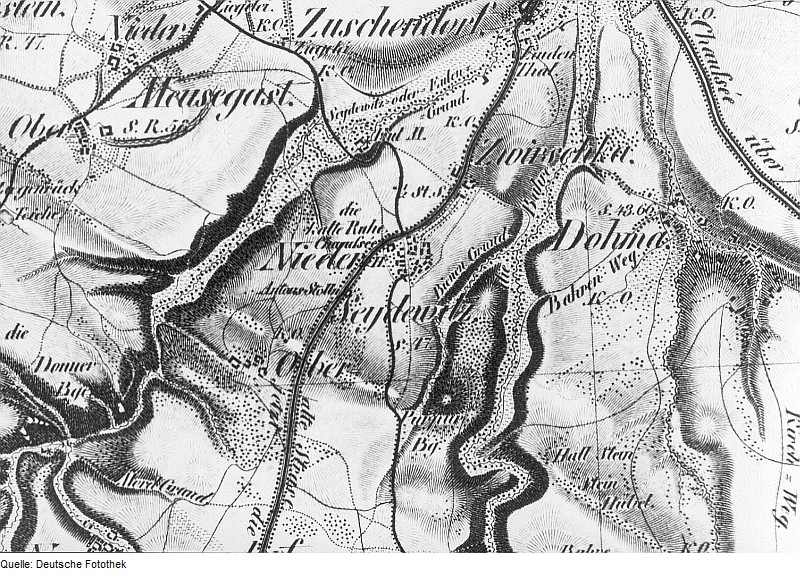
„Ober-Seydewitz“ auf der Oberreitschen Karte aus dem 19. Jahrhundert

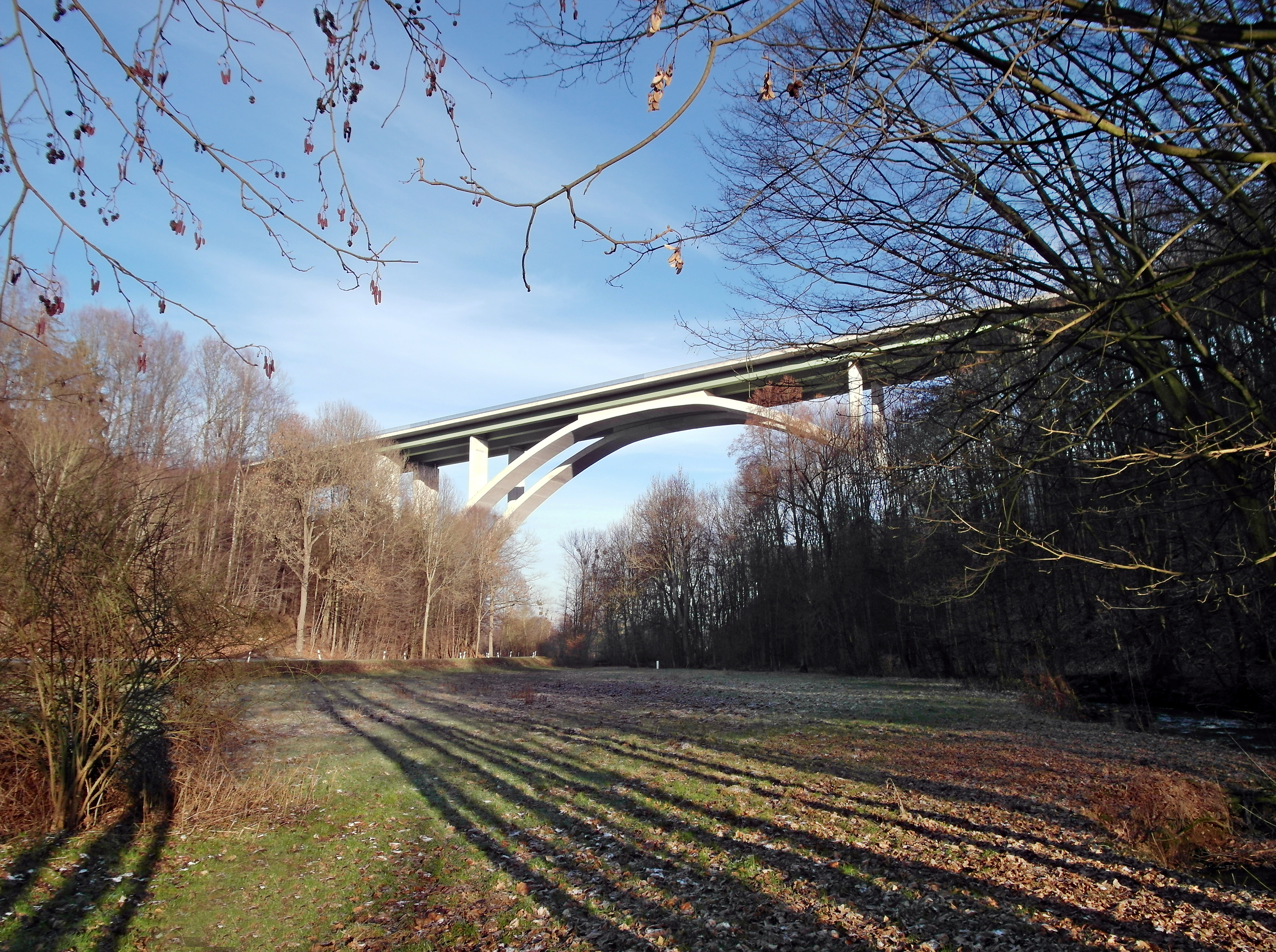
Seidewitztalbrücke der A17 Dresden – Prag

Oberseidewitz ist ein Ortsteil ohne Ortsteilstatus in der Gemeinde Bahretal im Landkreis Sächsische Schweiz-Osterzgebirge und zählt ebenso wie Zwirtzschkau zum mitunter auch als Seidewitz bezeichneten Ortsteil Niederseidewitz.

## Geographie
Oberseidewitz liegt südöstlich der sächsischen Landeshauptstadt Dresden im Norden der Gemeinde Bahretal, die sich wiederum im Zentrum des Landkreises Sächsische Schweiz-Osterzgebirge befindet. Der aus zwei großen Gutshöfen und wenigen Häusleranwesen bestehende Weiler liegt auf der Nordabdachung des östlichen Erzgebirges im Elbtalschiefergebiet. Die Ortslage befindet sich am oberen Ende eines steilen, orografisch rechten Seitentälchens der Seidewitz, etwa 240 bis 270 Meter über dem Meeresspiegel.
Benachbarte Orte sind Niederseidewitz ein Kilometer nordöstlich sowie die Bahretaler Ortsteile Nentmannsdorf im Südwesten und Friedrichswalde im Südosten. Auf der anderen Seite des Seidewitztals sind die nächstgelegenen Orte der Müglitztaler Ortsteil Burkhardswalde im Westen und der Dohnaer Ortsteil Meusegast im Nordwesten.
Die wichtigste Straße auf Oberseidewitzer Flur ist die Bundesautobahn 17 von Dresden nach Prag. Sie führt nördlich der Ortslage über die Seidewitztalbrücke, mit 154 m Bogenspannweite die größte Stahlbetonbogenbrücke Sachsens. Zwei Kilometer südlich in Friedrichswalde befindet sich die nächste Anschlussstelle (Nr. 7 Bahretal). Die Kreisstraße 8760 führt vom Pirnaer Stadtteil Zuschendorf über Zwirtzschkau sowie Nieder- und Oberseidewitz weiter nach Nentmannsdorf. An ihr steht südlich von Oberseidewitz die rekonstruierte kursächsische Halbmeilensäule Nr. 10. Oberseidewitz ist an das Busnetz des Regionalverkehrs Sächsische Schweiz-Osterzgebirge (RVSOE) angeschlossen.
Die den Südwesten der Gemarkung Niederseidewitz bildende Blockflur um Oberseidewitz erstreckt sich im Osten bis ans Bienengründel, ein linkes Seitentälchen der Bahre. Sie dient überwiegend landwirtschaftlichen Zwecken. Ortsbildprägend ist die große Milchviehanlage der Agrargenossenschaft Niederseidewitz. Sie liegt im Unterschied zum übrigen Teil von Oberseidewitz östlich der Autobahn und der Kreisstraße. Im Hartsteinwerk auf Nentmannsdorfer Flur, einem ausgedehnten Steinbruch im Seidewitztal rund 300 Meter südwestlich von Oberseidewitz, baut die Sächsische Baustoffunion (SBU) Dresden Amphibolit ab.